# Gluphisia
Gluphisia — рід метеликів родини Зубницеві (Notodontidae).

## Класифікація
- Gluphisia avimacula Hudson, 1891
- Gluphisia crenata  (Esper, 1785)  (включає Gluphisia septentrionis як синонім)
- Gluphisia lintneri  (Grote, 1877)
- Gluphisia oxiana  (Djakonov, 1927)
- Gluphisia severa Hy. Edwards, 1886
- Gluphisia wrightii Hy. Edwards, 1886